# Théâtre d'art Anton-Tchekhov
Le Théâtre d’art de Moscou Anton Tchekhov (en russe : Московский Художественный театр имени А. П. Чехова), dit MKhT Anton Tchekhov, est une compagnie de théâtre moscovite, fondée en 1987 après la scission de la troupe du Théâtre d'art de Moscou. Oleg Efremov assume initialement sa direction artistique, qui à sa mort en 2000, sera confiée à Oleg Tabakov. La salle de spectacle est située au no 3 de Kamergersky Pereulok, dans l'arrondissement Tverskoï du centre de Moscou. Le projet de la construction d'une filiale de théâtre au croisement de la perspective Andropov avec la rue Nagatinskaïa est approuvé en 2014.

## Historique
Le 7 septembre 1970, on confie la direction du Théâtre d’art de Moscou à Oleg Efremov. Ce dernier se retrouve face à un problème. Le nombre d'acteurs est trop grand et beaucoup ne montent plus sur scène depuis des années, mais paradoxalement, parmi eux trop peu sont prêts à partager sa conception artistique. Alors, il fait appel à  ses anciens collègues du Théâtre Sovremennik, comme Innokenti Smoktounovski, Evgueni Evstigneïev, Aleksandr Kaliaguine et d'autres. Ainsi, au début des années 1980, les effectifs atteignent quelque deux cents personnes et ne sont pratiquement plus gérables. La crise est éminente et aboutit à la scission de la troupe en 1987. La troupe qui existe toujours sous le nom historique de MKhAT de Maxime Gorki est reprise alors par Tatiana Doronina et s'installe dans le bâtiment au no 22 du Boulevard Tverskoï construit en 1973. Oleg Efremov quant à lui, continue avec la troupe de Théâtre d'art académique Anton Tchekhov qui se produit toujours au no 3 de Kamergersky Pereulok. Cette troupe, à la mort de Efremov en 2000, sera dirigée par Oleg Tabakov.
Oleg Tabakov renouvelle la troupe et le répertoire avec des productions classiques comme La Garde blanche, Hamlet, La Cerisaie, Golovlev, Le Roi Lear, Tartuffe, Ivanov, Vassa Jeleznova, Mariage, L'Appartement de Zoïka.
En 2001, une nouvelle salle est inaugurée, destinée aux productions expérimentales. En 2004, on décide de retirer le mot «académique» du nom du théâtre. En 2006-2007, à l’initiative d’Oleg Tabakov, une reconstruction à grande échelle de la scène principale et de la salle a été réalisée, les mécanismes de la scène supérieure et inférieure, des équipements de sonorisation et d’éclairage ont été modernisés. En septembre 2014, à l'initiative de Tabakov, un monument dédié aux fondateurs du théâtre, Vladimir Nemirovich-Danchenko et Konstantin Stanislavsky, est érigé sur l'esplanade devant l'entrée principale, l’œuvre d'architecte Alexei Morozov.
Oleg Tabakov meurt le 12 mars 2018. Le buste de l'artiste era placé dans le hall d'entrée du théâtre. Le 23 mars 2018, Sergueï Jenovatch prend les fonctions du directeur artistique du théâtre.

## Créations
- 1971 : Dulcinée du Toboso de Aleksandr Volodine, mise en scène de Oleg Efremov
- 1971 : Les derniers de Maxime Gorki, mise en scène de Oleg Efremov
- 1971 : Les rencontres de l’au-delà de Lev Ginsburg, mise en scène de Oleg Efremov
- 1971 : Valentin et Valentina de Mikhaïl Rochtchine, mise en scène de Oleg Efremov
- 1973 : Les Fondeurs de Guennadi Bokarev, mise en scène de Oleg Efremov
- 1973 : Solo pour Horloge et Carillon de Oswald Zagradnik, mise en scène de Oleg Efremov et Anatoli Vassiliev
- 1973 : Ancien Nouvel An de Mikhaïl Rochtchine, mise en scène de Oleg Efremov
- 1973 : Le rêve de la raison de Antonio Buero Vallejo, mise en scène de Oleg Efremov
- 1974 : Ivan et Vania de Lev Tchekalov, mise en scène de Oleg Efremov
- 1975 : La Grand-Mère en cuivre de Leonid Zorine, mise en scène de Oleg Efremov
- 1975 : Conseil du partkom de Alexander Gelman, mise en scène de Oleg Efremov
- 1975 : Doux oiseau de jeunesse de Tennessee Williams, mise en scène de Oleg Efremov
- 1975 : Nina de Abdreï Kouternitski, mise en scène de Oleg Efremov
- 1976 : En partant retourne-toi de Edouard Volodarski, mise en scène de Oleg Efremov
- 1976 : Ivanov de Anton Tchekhov, mise en scène de Oleg Efremov
- 1977 : Rétroaction de Alexander Gelman, mise en scène de Oleg Efremov
- 1977 : Cervus divinus de Ion Druță, mise en scène de Oleg Efremov
- 1978 : Eldorado de Alla Sokolova, mise en scène de Oleg Efremov
- 1978 : La Chasse au canard de Alexandre Vampilov, mise en scène de Ādolfs Šapiro
- 1988 : La Cabale des dévots de Mikhaïl Boulgakov, mise en scène de Ādolfs Šapiro
- 2004 : La Cerisaie d'Anton Tchekhov, mise en scène de Ādolfs Šapiro
- 2010 : Le Ravin d'Ivan Gontcharov, mise en scène de Ādolfs Šapiro (nomination pour le Masque d'or)
- 2015 : Mephisto d'après le roman éponyme de Klaus Mann, mise en scène de Ādolfs Šapiro